# Arroyo Malo (Tacuarembó)
El Arroyo Malo es un curso de agua uruguayo que atraviesa el departamento de Tacuarembó perteneciente a la cuenca hidrográfica del Río de la Plata.
Nace en la Cuchilla de Haedo y desemboca en el río Negro tras recorrer alrededor de 81 km.